# Islandsträsket
Islandsträsket är en sjö  i den del av Bjurholms kommun som ligger i Västerbotten. Den ingår i Hörnåns huvudavrinningsområde. Sjön har en area på 0,0667 kvadratkilometer och ligger 156,8 meter över havet.

## Delavrinningsområde
Islandsträsket ingår i det delavrinningsområde (709894-167801) som SMHI kallar för Ovan 709932-167710. Medelhöjden är 169 meter över havet och ytan är 8,44 kvadratkilometer. Räknas de 7 avrinningsområdena uppströms in blir den ackumulerade arean 89,15 kvadratkilometer. Avrinningsområdets utflöde Hörnån mynnar i havet. Avrinningsområdet består mestadels av skog (71 procent). Avrinningsområdet har 0,07 kvadratkilometer vattenytor vilket ger det en sjöprocent på 0,8 procent.